# Firewalker
Firewalker is een Amerikaanse avonturenfilm uit 1986 onder regie van J. Lee Thompson.

## Verhaal
Max Donigan en Leo Porter worden ingehuurd door Patricia Goodwin om een Azteekse schat op te sporen in Midden-Amerika. De sjamaan El Coyote is echter ook geïnteresseerd in de schat. De twee avonturiers worden geholpen door de medicijnman Tall Eagle.

## Rolverdeling
| Acteur                 | Personage         |
| ---------------------- | ----------------- |
| Chuck Norris           | Max Donigan       |
| Louis Gossett jr.      | Leo Porter        |
| Melody Anderson        | Patricia Goodwin  |
| Will Sampson           | Tall Eagle        |
| Sonny Landham          | El Coyote         |
| John Rhys-Davies       | Corky Taylor      |
| Ian Abercrombie        | Boggs             |
| Richard Lee-Sung       | Generaal          |
| Zaide Silvia Gutiérrez | Indiaans meisje   |
| Álvaro Carcaño         | Willie            |
| John Hazelwood         | Tubbs             |
| José Escandón          | Copiloot          |
| Mario Arévalo          | Guerrillaleider   |
| Juan Jaramillo         | Guerrillastrijder |
| Miguel Ángel Fuentes   | Big Man           |